# Manne Siegbahn
Karl Manne Georg Siegbahn, född 3 december 1886 i Örebro, död 26 september 1978 i Stockholm, var en svensk fysiker som mottog Nobelpriset i fysik 1924 "för sina upptäckter och forskning inom fältet röntgenemissionspektroskopi".

## Biografi
Manne Siegbahn föddes den 3 december 1886 i Örebro. Han var son till stationsinspektor Georg Siegbahn och Emma Zetterberg. Han avlade studentexamen i Stockholm 1906 och började studera på Fysiska institutionen vid Lunds universitet samma år. Under sin utbildning blev han amanuens och assistent under professorn Janne Rydberg, och han publicerade artiklar över bland annat växelströmsbågen och konstruerade instrument för studier av växelströmmar. 1911 disputerade han med sin avhandling "Magnetische Feldmessung" och blev kort tid därefter docent i fysik. År 1915 blev han tillförordnad professor i fysik efter att Janne Rydberg tvingades ta tjänstledigt från sin professur på grund av sjukdom, och 1920 blev han tillsatt som ordinarie professor efter att Rydberg hade pensionerat sig 1919. Men redan 1922 lämnade han Lund för att bli professor vid Uppsala universitet efter att den dåvarande professorn Gustaf Granqvist hade dött. Orsaken till detta var att han ville utnyttja de större lokalerna och den större utrustningsanslaget som fanns i Uppsala.
Han var gift med Karin Siegbahn, född Högbom, och far till Bo och Kai Siegbahn. Hans stoft finns i Engelbrekts kolumbarium i Stockholm.

## Röntgenemissionspektroskopi
1914 började Siegbahn att publicera sina första rapporter om röntgenspektrum. Då använde han en spektrometer liknande de som engelsmannen Henry Moseley hade använt för att finna sambandet mellan våglängderna mellan olika ämnen och deras plats i det periodiska systemet. Kort tid därefter hade han konstruerat en noggrannare spektrometer, vilken byggdes av vaktmästaren A. L. Petersen. Med hjälp av den nya spektrometern fann Siegbahn och hans doktorand Ivar Malmer att de spektrallinjer som Mosley hade upptäckt bestod av flera komponenter. Denna upptäckt sporrade Siegbahn att förbättra spektrometern för att göra noggrannare mätningar och upptäcka fler komponenter. Dessutom började han använda röntgenrör och luftpumpar samt rör för kristallografiska studier av mineraler. Med dessa instrument kunde Siegbahn få en nästan komplett förståelse för energin i atomernas elektronskal.
Den empiriska upptäckten att spektrallinjerna innehåller flera komponenter fick en teoretisk förklaring av den tyska fysikern Arnold Sommerfeld. För att göra detta använde Sommerfeld Niels Bohrs atommodell tillsammans med Albert Einsteins relativitetsteori. Verifieringen av Sommerfelds beräkningar gjordes av Siegbahn i Lund eftersom det var den enda institutionen som hade tillräckligt noggranna spektrografer.

## Utmärkelser
Siegbahn mottog 1924 års Nobelpris i fysik för sina "röntgenspektroskopiska upptäckter och forskningar". Han tilldelades Hughesmedaljen 1934. 1936 tilldelades han en professur i experimentell fysik i Stockholm, och Kungliga Vetenskapsakademien beslutade att grunda ett institut med honom som föreståndare. Delar av detta institut blev senare Manne Siegbahnlaboratoriet vid Stockholms universitet.
Manne Siegbahn blev 1916 ledamot av Fysiografiska sällskapet i Lund, och 1922 blev han medlem i Vetenskapssocieteten i Uppsala respektive Kungliga Vetenskapsakademien. Han var från 1923 till 1961 ledamot av Vetenskapsakademiens Nobelkommitté för fysik. Han invaldes i Ingenjörsvetenskapsakademien 1941 och i Krigsvetenskapsakademien 1946. Han blev teknologie hedersdoktor vid Kungliga Tekniska högskolan 1957.